# Odsherred
Odsherred es una península en el noroeste de la isla de Selandia, en Dinamarca. Odsherred es también el nombre de uno de los 98 municipios daneses, que cubre un área de 355 km² e incluye una población de 32.640 habitantes en 2012. Su capital es el pequeño poblado de Højby y su localidad principal la ciudad de Nykøbing Sjælland.
Odsherred fue también el nombre de una de las divisiones administrativas medievales de Dinamarca.

## Localidades
En 2012, la población total del municipio de Odsherred es de 32.640 habitantes. Hay 24 localidades urbanas (byer) en el municipio, en las que residen 22.427 habitantes. Un total de 10.164 personas reside an alguna localidad rural (localidades con menos de 200 habitantes), y 49 no tienen residencia fija.
| Localidades más pobladas de Kalundborg |                      |                  |
| N.º                                    | Localidad            | Población (2012) |
| 1                                      | Nykøbing Sjælland    | 5.144            |
| 2                                      | Asnæs                | 2.870            |
| 3                                      | Hørve                | 2.379            |
| 4                                      | Fårevejle Stationsby | 1.799            |
| 5                                      | Vig                  | 1.516            |
| 6                                      | Højby                | 1.465            |
| 7                                      | Rørvig               | 1.037            |
| 8                                      | Fårevejle Kirkeby    | 735              |
| 9                                      | Havnebyen            | 699              |
| 10                                     | Grevinge             | 652              |